# Laemophloeus subturcicus
Laemophloeus subturcicus là một loài bọ cánh cứng trong họ Laemophloeidae. Loài này được Grouvelle miêu tả khoa học năm 1913.